# Indian

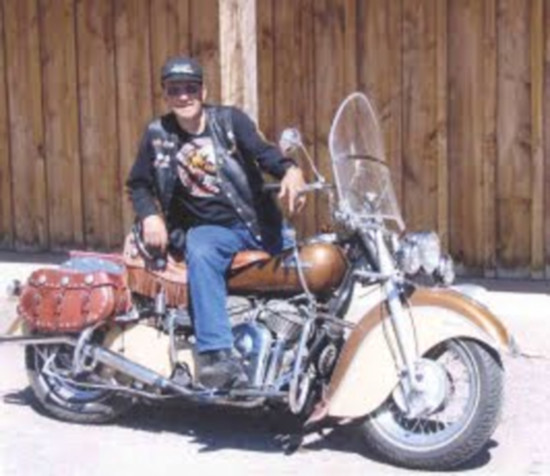
Motocicleta Indian Chief Roadmaster, modelo 1948.

La Indian Motorcycle International, LLC, —anteriormente llamada Indian Motorcycle Manufacturing Company y posteriormente Indian Motorcycle Company— conocida simplemente como Indian, es un fabricante de motos estadounidense que cuenta con sedes en Kings Mountain, Carolina del Norte y Spirit Lake, Iowa. Es considerada como una de las dos marcas emblemáticas de motocicletas de Estados Unidos, (junto con su mayor competidor Harley-Davidson Motor Company). Fue fundada en 1901, pero por problemas económicos fue reestructurada el 20 de julio de 2006 para luego ser adquirida por Industrias Polaris el 19 de abril de 2011.

## Historia
La Indian Motorcycle Manufacturing Company fue fundada como la Hendee Manufacturing Company por George M. Hendee y C. Oscar Hedstrom en Springfield, Massachusetts en 1901, dos años antes que su rival, la legendaria Harley-Davidson Motor Company.
Hendee y Hedstrom eran ambos corredores de motocicletas. 
Cuando estalló la Primera Guerra Mundial, Indian decidió vender toda su producción al ejército de Estados Unidos (41.000 unidades), de modo que las Indian estuvieron ausentes del mercado durante los cuatro años de guerra. Sin embargo La Harley-Davidson vendió solo una parte de su producción a las fuerzas armadas a un precio muy asequible (7.000 unidades), y se guardo otra parte similar para el mercado americano (10 000), de esta forma la sociedad logró mantener su presencia comercial aunque menos empuje económico que Indian.
Otras dos empresas que también vendieron motocicletas a las fuerzas armadas fueron Excelsior (2600) y Cleveland (200). 
Al final del conflicto, la Indian había perdido todo su empuje en el mercado, mientras que su competidora era la empresa dominante en ese terreno.
E. Paul du Pont compró la Indian Motorcycle en marzo de 1930, y tomó el cargo de presidente.
En 1940, Indian vendió casi tantas motocicletas como su mayor rival, Harley-Davidson. 
Indian también fabricó otros productos, tales como motores de aviones, bicicletas, motores de botes y aires acondicionados. La producción fue parada en 1953
El modelo más popular es el Scout, fabricado antes de la Segunda Guerra Mundial, y el Chief, desde 1946 a 1953.
En 1967 Burt Munro y su Indian Scout de 1920, batieron el récord de velocidad con una moto carenada de menos de 1000 cc, desde entonces nadie ha conseguido batir aún ese récord.
La compañía comenzó a manufacturar de nuevo en 1999 con una nueva versión del Scout, y también produjo modelos Chief y Spirit. Estas motos estaban basadas en partes de motor disponibles en el mercado, las cuales estaban a su vez basadas en el venerable diseño Harley-Davidson.
Cerca de la finalización de un nuevo diseño de motor, la compañía entró en bancarrota nuevamente a fines del 2003.

## Reestructuración de la compañía Indian
El 20 de julio de 2006, en un comunicado oficial, Stephen Julius gerente general de Indian Motorcycle Company relanza la empresa. Anunciando a su vez, la reubicación de Indian en Kings Mountain, Carolina del Norte. Tras dos años de investigaciones del mercado americano de motocicletas, y en especial, las causas que han llevado a su histórica competidora, Harley-Davidson, de una situación cercana a la bancarrota a principios de los 80 al multimillonario éxito de hoy.
Los objetivos de Indian se orientan actualmente al nicho de mercado de gran expansión, como son las motocicletas cruceros de gran tamaño. 

## Adquisición de Industrias Polaris
El 19 de abril de 2011 se anunció que la marca Indian ha sido adquirida por la empresa Polaris (conocida por fabricar motos de nieve, quads, y las motos Victory hasta el año 2020) anunciando a su vez, la reubicación de Indian en Spirit Lake, Iowa. Stephen Julius, presidente de Indian, se mostraba satisfecho “de haber llegado a este acuerdo con Polaris. Polaris utilizará sus conocimientos en ingeniería, fabricación y distribución para completar la misión que nosotros tomamos en el relanzamiento de la marca en 2006, aprovechando el potencial de Indian. Polaris es el propietario con más lógica de Indian. El patrimonio de una marca como Indian permitirá a Polaris competir con agresividad a través de un espectro ampliado del mercado de la moto.”
Indian funcionará de manera independiente de Victory y de Polaris Industries, centrándose en modelos clásicos.

## Galería
| |
| La Indian Chief Vintage, desarrollada en 2014 por Indian y Polaris centrada en el antiguo modelo de la moto. |

|                                                          |
| Moto Indian utilizada durante la Segunda Guerra Mundial. |

|  |
|  |

|  |
|  |

|  |
|  |

|  |
|  |

|  |
|  |

|  |
|  |

|  |
|  |

|  |
|  |

|  |
|  |

|  |
|  |